# Gruissan

Gruissan este o comună în departamentul Aude din sudul Franței. În 1 ianuarie 2022 avea o populație de 5.068 de locuitori.